# Булдаки (Киров)
 Булдаки — деревня в Кировской области. Входит в состав муниципального образования «Город Киров»

## География
Расположена на расстоянии примерно 23 км по прямой на запад-юго-запад от железнодорожного вокзала станции Киров.

## История
Известна с 1770 года как починок подле речку Хохловку с 18 жителями, в 1802 4 двора. В 1873 году здесь (починок подле речки Хохловки или Булдаковы) дворов 4 и жителей 44, в 1905 15 и 112, в 1950 30 и 113, в 1989 1 постоянный житель. Административно подчиняется Октябрьскому району города Киров.

## Население
Постоянное население составляло 1 человек (русские 100%) в 2002 году, 4 в 2010.